# Luiza Czakańska
Luiza Czakańska (ur. 8 lutego 1990) – polska judoczka.
Była zawodniczka klubów: Pałac Młodzieży Katowice (2004-2007), GKS Czarni Bytom (2008-2009), KS AZS AWF Katowice (2011). Złota medalistka zawodów Pucharu Europy juniorek 2009. Brązowa medalistka mistrzostw Polski seniorek 2009 w wadze do 63 kg. Ponadto m.in. wicemistrzyni Polski juniorek 2009.